# Danau Rana
Danau Rana är en sjö i Indonesien.   Den ligger i provinsen Moluckerna, i den östra delen av landet, 2 200 km öster om huvudstaden Jakarta. Danau Rana ligger 755 meter över havet. Arean är 11,2 kvadratkilometer. I omgivningarna runt Danau Rana växer i huvudsak städsegrön lövskog. Den sträcker sig 4,1 kilometer i nord-sydlig riktning, och 5,2 kilometer i öst-västlig riktning.